# Sikorsky S-16
Sikorsky S-16 (đặt theo họ của nhà thiết kế hay RBVZ S-XVI(tên hãng chế tạo) là một mẫu máy bay tiêm kích hai tầng chỗ của Nga, do Igor Sikorsky thiết kế giai đoạn 1914-15.

## Quốc gia sử dụng
Russian Empire
- Không quân Đế quốc Nga

 Liên Xô
- Không quân Liên Xô

## Tính năng kỹ chiến thuật
Đặc điểm tổng quát
- Tổ lái: 2
- Chiều dài: 6,20m (20 ft 4 in)
- Sải cánh: 8,40m (27 ft 6¾ in)
- Chiều cao: 2,78m (9 ft 1½ in)
- Diện tích cánh: 25,36m² (272,98 ft²)
- Trọng lượng rỗng: 407 kg (897 lb)
- Trọng lượng có tải: 676 kg (1.490 lb)
- Động cơ: 1 × 100hp Le Rhone/80hp Gnome kiểu động cơ piston, làm mát bằng không khí, 75 kW (100 hp)

 Hiệu suất bay 
- Vận tốc cực đại: 120 km/h (75 mph)

Trang bị vũ khí

- Súng: 1 x súng máy Lavrov 7,7 mm